# Крекотень Микола Іванович
Микола Іванович Крекотень (нар. 16 грудня 1956, село Лосівка, тепер Семенівського району Чернігівської області) — український радянський діяч, складальник корпусів металевих суден виробничого об'єднання «Севастопольський морський завод імені Серго Орджонікідзе». Депутат Верховної Ради УРСР 11-го скликання.

## Біографія
Освіта середня.
З 1974 року — складальник корпусів металевих суден виробничого об'єднання «Севастопольський морський завод імені Серго Орджонікідзе».
Потім — на пенсії в місті Севастополі.

## Нагороди
- ордени
- медалі